# 豊中警察署
豊中警察署（とよなかけいさつしょ）は、大阪府警察が管轄する警察署の一つである。
現地建て替え中だった新庁舎が、2016年（平成28年）9月30日に竣工し、同年10月31日から業務を開始した。
新庁舎建設中は、仮庁舎（豊中市螢池西町3-412）にて業務を行っていた。
管轄区域に大阪国際空港がある。

## 所在地
- 大阪府豊中市南桜塚三丁目4番11号
  - 阪急宝塚本線　岡町駅又は曽根駅

## 管轄区域
- 豊中市（大阪府池田警察署、大阪府豊中南警察署の管轄区域を除く）

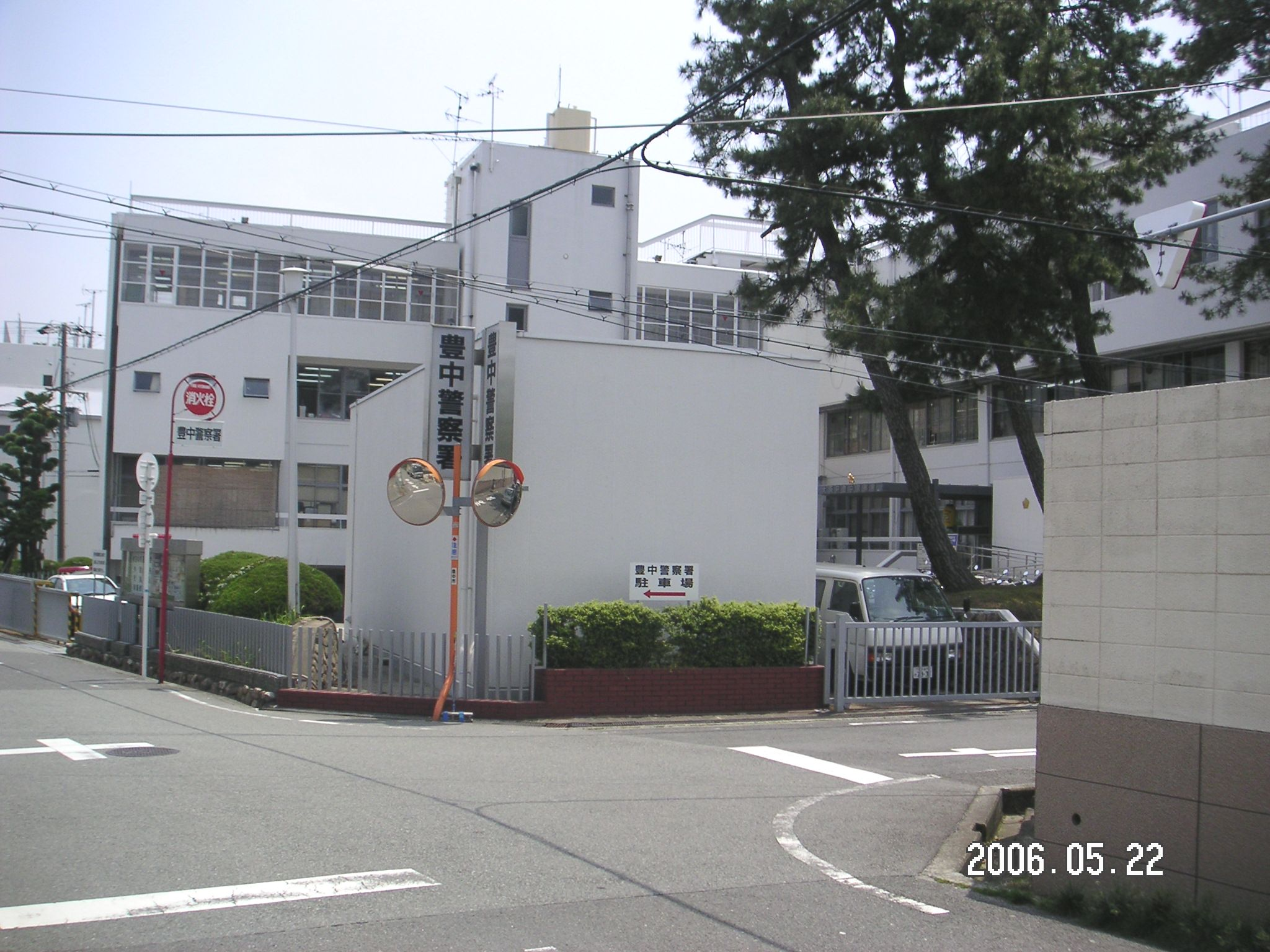
旧庁舎

- 池田市空港二丁目

## 沿革
- 1947年（昭和22年）2月 - 自治体警察として豊中市警察が発足。
- 1954年（昭和29年）7月1日 - 旧警察法全部改正による新警察法により国家地方警察と大阪市を除く自治体警察は廃止され、大阪府警察が発足。大阪府豊中警察署となる。
- 1987年（昭和62年）4月 - 南部の管轄を新設の豊中南警察署に移管。
- 2016年（平成28年）10月 - 新庁舎の使用を開始。

## 交番
- 上野東交番 - 豊中市上野東三丁目18番11号
- 岡町駅前交番 - 豊中市岡町北一丁目1番1号
- 上新田交番 - 豊中市新千里南町三丁目2番1号
- 栗ケ丘交番 - 豊中市栗ケ丘町1番2号
- 桜井谷交番 - 豊中市柴原町三丁目8番19号
- 新千里中央交番 - 豊中市新千里東町一丁目3番325号
- 曽根駅前交番 - 豊中市曽根東町一丁目8番49号
- 寺内交番 - 豊中市寺内二丁目13番39号
- 豊中駅前交番 - 豊中市本町三丁目1番25号
- 野畑交番 - 豊中市向丘二丁目12番22号
- 東豊中交番 - 豊中市東豊中町六丁目12番81号
- 螢池交番 - 豊中市螢池東町一丁目5番3号

## 警備派出所
- 空港警備派出所 - 豊中市螢池西町三丁目555番地　大阪国際空港内

　　　同空港は兵庫県伊丹市にまたがるため、同じ場所に兵庫県伊丹警察署の警備派出所が併設されている。
　 担当区域は北ターミナル（JAL）を兵庫県警、南ターミナル（ANA）を大阪府警が警戒警備を担当している。